# Гарріет Крейг (фільм)
«Гарріет Крейг» (англ. Harriet Craig) — американська драма режисера Вінсента Шермана 1950 року.

## У ролях
- Джоан Кроуфорд — Гарріет Крейг
- Венделл Корі — Волтер Крейг
- Люсіль Вотсон — Селія Фенвік
- Еллін Джослін — Біллі Біркмір
- Вільям Бішоп — Вес Міллер
- Кейті Стівенс — Клер Реймонд
- Віола Роуч — місіс Гарольд
- Реймонд Грінліф — Генрі Фенвік
- Еллен Корбі — Лотті